# Intel 4040

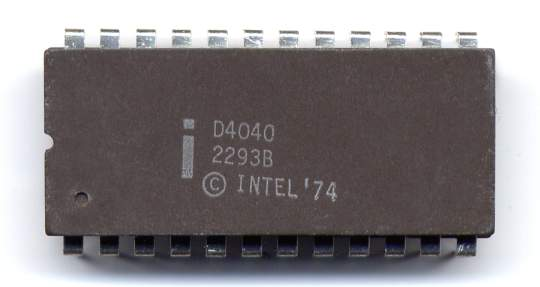
Mikroprocesor Intel D4040

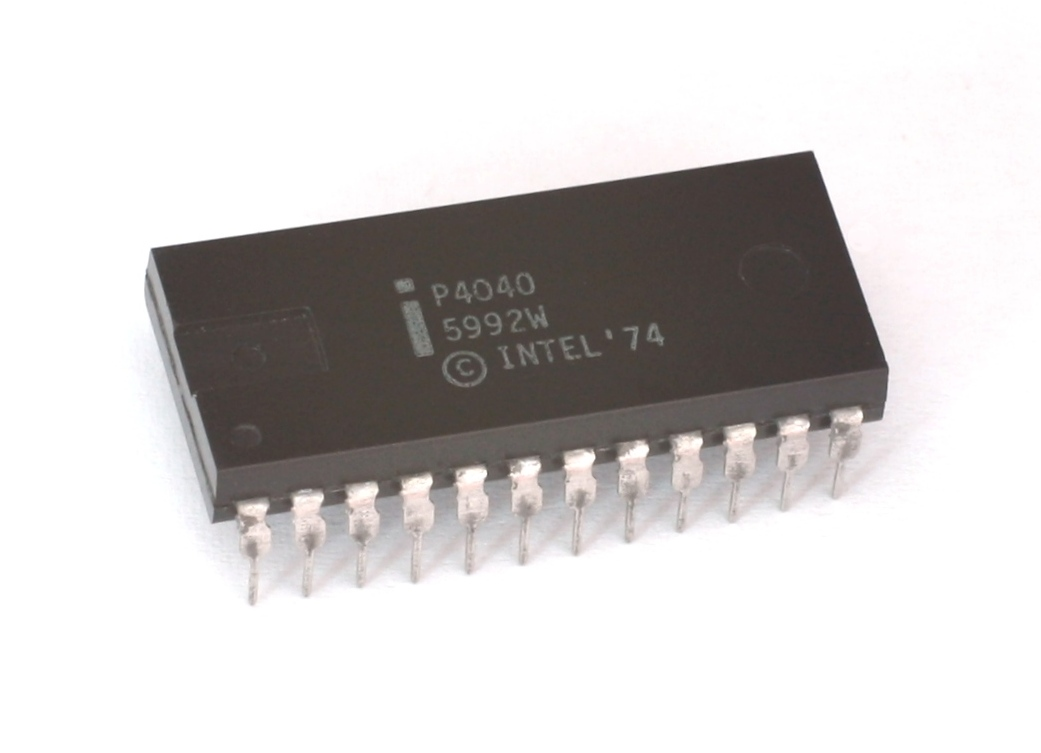
Mikroprocesor Intel P4040

Intel 4040 – 4-bitowy procesor firmy Intel, następca 4004, którego produkcję rozpoczęto w 1974.
4040 był głównie używany do gier, testów, implementacji i urządzeń sterujących. Obudowa 4040 jest ponad dwa razy szersza niż 4004 i posiada 24 piny w porównaniu z 16 pinami układu 4004. W 4040 dodano 14 instrukcji, powiększono rozmiar stosu (7 poziomów), udostępniono 8 KB pamięci programu, dodano 8 rejestrów i możliwość używania przerwań (wliczając zachowywanie pierwszych 8 rejestrów).
Rodzina układów 4040 znana jest również pod oznaczeniem MCS-40.

## Rozszerzenia
Najważniejszą różnicą w porównaniu z 4004 było dodanie obsługi przerwań. Rozszerzono liczbę instrukcji do 60, powiększono pamięć programową do 8 KB, zwiększono głębokość stosu do 7 poziomów i liczbę rejestrów do 24. Razem z 4040 powstało także 10 innych chipów służących do jego obsługi i komunikacji w innymi układami.
Lista rozszerzeń:
- Przerwania
- Pojedynczy krok wykonania instrukcji
- Zestaw instrukcji rozszerzony do 60
- Pamięć programu rozszerzona do 8 KB
- Lista rejestrów rozszerzona do 24
- Rozmiar stosu rozszerzona do 7 poziomów zagłębienia

## Projektanci
Ted Hoff, Federico Faggin, Stan Mazor, Masatoshi Shima

## Nowe procesory rozszerzające
- 4201 – Generator sygnału zegarowego, 500 do 740 kHz używający kryształów kwarcowych 4 do 5,185 MHz
- 4308 – 1 KB ROM
- 4207 – Port wyjścia ogólnego zastosowania
- 4209 – Port wejścia ogólnego zastosowania
- 4211 – Port we/wy ogólnego zastosowania
- 4289 – Standardowy interfejs pamięci (zamiast 4008/4009)
- 4702 – 256B UVEPROM
- 4316 – 2 KB ROM
- 4101 – RAM wielkości 256 4-bitowych słów

Architektura procesora 4040